# Juliana Alderisi
Juliana Giselle Alderisi Perez es un artista visual, artista plástica, pintora e ilustradora argentina ; nació el 8 de octubre de 1984 en la ciudad de Mendoza en Argentina.

## Biografía
Juliana nació el 8 de octubre de 1984 en la capital de la provincia de Mendoza, Argentina.
Vivió toda su niñez en la ciudad de San Martín hasta los 18 años.
Toda su infancia practicó el dibujo, la pintura, el collage y la historieta.
En el 2004, entra en la facultad de Artes visuales de la Universidad Nacional de Cuyo en la ciudad de Mendoza.
Realizó algunos viajes por Latinoamérica, (Chile, Bolivia y Norte Argentino) que tuvieron como resultado la influencia del arte de los pueblos originarios en su obra.

Durante su periodo de formación universitaria, participa de algunas muestras colectivas y desarrolla nuevas técnicas y disciplinas como el grabado, la escultura y el libro de artista.
En esta misma facultad, seguirá su formación de artista plástica y obtendrá en 2013 su título de Profesora Universitaria en Artes Visuales.

## Estilo
Su estilo predominante es la Nueva Figuración argentina, (que tiene como antecedentes directos al Informalismo europeo, al Surrealismo, Pop Art, Abstracción y Pintura geométrica). 

Con influencias simbolistas, rasgos claros del arte de los pueblos originarios y un gusto propio por las representaciones naturalistas.
El fundamento de su obra es la vitalidad del ser humano vista desde una perspectiva existencialista. La relación hombre - Sociedad y la angustiante realidad que lo envuelve.

En lo formal de la obra existe la fuerza del gesto y la materia, la violencia, la espontaneidad, el automatismo psíquico y la improvisación.
La obra se compone de múltiples líneas de fuerza, sentidos divergentes y opuestos focos de tensión.

Los colores son generalmente primarios, combinados con negro y blanco, saturados, riqueza cromática y de contraste.

Las técnicas tienen que ver con el Collage, el dibujo, el objeto encontrado, el chorreado, la reutilización del material, las manchas y la resignificación de la imagen.

La temática describe un mundo de rostros, de carácter narrativo, fragmentos antropomorfos, que evocan al ser humano y a su entorno, privado de identidad individual. Los estereotipos y las masas se anteponen al ser único e irrepetible.

Lugares, paisajes extraños, espacios sugeridos.

Una extraña zoología nacida de la imaginación pero evocados en el contexto social.

La nueva figuración plantea entre sus propuestas y aportes, romper con el buen gusto y la normatividad, terminar con la idea de la sacralización de la obra de arte y sobre todo con la genialidad del artista.

## Vida de artista

### Obra
|  |  |  |

### Exposiciones[2]
- Agosto de 2005:

"Muestra de Arte Medieval", Banco Hipotecario, Mendoza (ciudad)
- Junio de 2008:

"Simultáneas", Taller de artista - Espacio de Arte Zenga, Mendoza (ciudad)
- Abril de 2010:

"2º Encuentro Nacional de Pintores Paisajistas", Mendoza Pinta
- Octubre de 2010:

"Jornadas Universitarias de Integración", UNC, Mendoza (ciudad)
- Diciembre de 2010:

"Profeta en su tierra", Rotary Club Regional San Martín (Mendoza)